# Palazzo in salita Pontecorvo 26
Il palazzo in salita Pontecorvo è un palazzo monumentale ubicato a Napoli, in salita Pontecorvo civico 26, detto anche Palazzo Valdettaro: appartiene infatti alla lista dei Palazzi di Napoli.
Il palazzo di origine tardocinquecentesca come la gran parte dell'edilizia residenziale dell'area. L'area che anticamente era conosciuta come Olimpiano (una zona delimitata al nord dal Cavone, al sud dall'Olivella, ad est dalla cinta muraria aragonese/vicereale e ad ovest dalla collina del Vomero) ebbe un primo sviluppo intorno al 1560 ad opera di alcuni nobili. Nel XVII secolo la zona fu oggetto di trasformazione da luogo civile a luogo a carattere religioso con la fondazione di alcuni monasteri femminili realizzati adattando palazzi nobiliari ceduti in beneficenza come ad esempio il Palazzo Spinelli fu adattato in convento di San Giuseppe delle Scalze. Nel 1657 si trovava sui suoli del principe di Avellino che lo aveva censuato a privati.
Il palazzo è conosciuto anche come Palazzo Valdettaro in quanto Giuseppe Pontecorvo dei Signori D'Aste, nipote del capostipite Fabrizio, dette la figlia Teresa in moglie a Girolamo Valdettaro nel 1661. Trent'anni dopo, nel 1691, l'intera proprietà verrà venduta a Donna Antonietta de Angioli Capano, principessa di Bitetto. Costei alla sua morte nel 1725 lascia lo stabile in eredità al Pio Monte della Misericordia, il quale, a sua volta per debiti, dopo solo cinque anni, lo cederà alle monache di San Giuseppe delle Scalze. Tutto ciò non servirà ad espandere il monastero e quindi il palazzo, e dopo una lite giudiziaria durata trent'anni, il palazzo è nuovamente proprietà dei Valdettaro.
L'edificio fu completamente trasformato nel XVIII secolo dove fu realizzata sulla parete di fondo una superficie traforata che affacciava sul retrostante giardino. La tipologia è da rintracciarsi in precedenti storici risalenti al Cinquecento come la loggia traforata di palazzo dei Duchi di Casamassima che si apriva sul retrostante giardino o di palazzo Frammarino, il cui giardino è scomparso con l'edificazione di palazzo Ottieri all'angolo di via Duomo.
Attualmente (settembre 2024) si stanno svolgendo dei lavori di restauro nel cortile.